# Liga Mundial de Voleibol de 1992
A Liga Mundial de Voleibol de 1992 foi a terceira edição do torneio anual organizado pela Federação Internacional de Voleibol. Foi disputada por doze países, de 1 de maio a 5 de setembro. A fase final foi realizada em Gênova, na Itália, na qual os anfitriões conquistaram o tricampeonato.

## Fórmula de disputa
Na primeira fase, as doze equipes foram divididas em três grupos com quatro equipes cada. Os times jogaram quatro vezes contra cada um dos outros de seu grupo (duas como mandante e duas como visitante). Classificaram-se para a fase final disputada em Gênova, a Itália (país-sede da fase final) os campeões e os vice-campeões de cada grupo.
A fase final foi dividida em três etapas. Na primeira, cada campeão de grupo enfrentou duas vezes os vice-campeões dos outros dois grupos. Os jogos de cada primeiro colocado contra o segundo colocado de seu respectivo grupo foram contabilizados na classificação desta etapa. Os quatro melhores colocados se classificaram para a etapa semifinal, cujos cruzamentos foram 1º vs. 4º e 2º vs. 3º. Os perdedores desta etapa disputaram o terceiro lugar e os vencedores, o título.

## Grupos
As equipes que participaram da edição de 1992 da Liga Mundial integraram os seguintes grupos:
| Grupo A                              | Grupo B                                  | Grupo C                                  |
| ------------------------------------ | ---------------------------------------- | ---------------------------------------- |
| Estados Unidos · CEI · China · Japão | Alemanha · Canadá · Cuba · Países Baixos | Brasil · Coreia do Sul · França · Itália |

## Fase intercontinental

### Grupo A
|     |                |     | Jogos | Jogos | Jogos | Sets | Sets | Sets  | Pontos | Pontos | Pontos |
| Pos | Equipe         | Pts | T     | V     | D     | V    | P    | R     | V      | P      | R      |
| --- | -------------- | --- | ----- | ----- | ----- | ---- | ---- | ----- | ------ | ------ | ------ |
| 1   | Estados Unidos | 22  | 12    | 10    | 2     | 33   | 14   | 2.357 | 637    | 519    | 1.227  |
| 2   | CEI            | 21  | 12    | 9     | 3     | 29   | 16   | 1.813 | 592    | 487    | 1.216  |
| 3   | China          | 15  | 12    | 3     | 9     | 17   | 31   | 0.548 | 539    | 613    | 0.879  |
| 4   | Japão          | 14  | 12    | 2     | 10    | 13   | 31   | 0.419 | 451    | 600    | 0.752  |

1ª rodada
| Data |                | Placar |       | 1º Set | 2º Set | 3º Set | 4º Set | 5º Set | Total |
| ---- | -------------- | ------ | ----- | ------ | ------ | ------ | ------ | ------ | ----- |
|      | China          | 2–3    | CEI   | 15–12  | 10–15  | 15–7   | 9–15   | 11–15  | 60–64 |
|      | China          | 1–3    | CEI   | 15–7   | 8–15   | 5–15   | 8–15   |        | 36–52 |
|      | Estados Unidos | 3–0    | Japão | 15–3   | 15–7   | 15–12  |        |        | 45–22 |
|      | Estados Unidos | 3–0    | Japão | 15–7   | 15–7   | 15–12  |        |        | 45–26 |

2ª rodada
| Data |                | Placar |       | 1º Set | 2º Set | 3º Set | 4º Set | 5º Set | Total |
| ---- | -------------- | ------ | ----- | ------ | ------ | ------ | ------ | ------ | ----- |
|      | Estados Unidos | 3–0    | China | 15–10  | 15–9   | 17–15  |        |        | 47–34 |
|      | Estados Unidos | 3–2    | China | 15–7   | 15–11  | 15–17  | 13–15  | 15–13  | 73–63 |
|      | Japão          | 1–3    | CEI   | 16–14  | 4–15   | 8–15   | 3–15   |        | 31–59 |
|      | Japão          | 0–3    | CEI   | 7–15   | 13–15  | 6–15   |        |        | 26–45 |

3ª rodada
| Data |       | Placar |                | 1º Set | 2º Set | 3º Set | 4º Set | 5º Set | Total |
| ---- | ----- | ------ | -------------- | ------ | ------ | ------ | ------ | ------ | ----- |
|      | CEI   | 3–0    | China          | 15–2   | 15–13  | 15–7   |        |        | 45–22 |
|      | CEI   | 3–1    | China          | 15–6   | 13–15  | 15–7   | 15–11  |        | 58–39 |
|      | Japão | 2–3    | Estados Unidos | 10–15  | 11–15  | 16–14  | 15–9   | 12–15  | 64–68 |
|      | Japão | 1–3    | Estados Unidos | 15–13  | 13–15  | 5–15   | 3–15   |        | 36–58 |

4ª rodada
| Data |                | Placar |       | 1º Set | 2º Set | 3º Set | 4º Set | 5º Set | Total |
| ---- | -------------- | ------ | ----- | ------ | ------ | ------ | ------ | ------ | ----- |
|      | Estados Unidos | 3–0    | CEI   | 15–10  | 15–8   | 15–6   |        |        | 45–24 |
|      | Estados Unidos | 3–0    | CEI   | 15–11  | 15–11  | 15–7   |        |        | 45–29 |
|      | China          | 0–3    | Japão | 13–15  | 10–15  | 9–15   |        |        | 32–45 |
|      | China          | 3–1    | Japão | 15–6   | 15–7   | 5–15   | 15–8   |        | 50–36 |

5ª rodada
| Data |       | Placar |                | 1º Set | 2º Set | 3º Set | 4º Set | 5º Set | Total |
| ---- | ----- | ------ | -------------- | ------ | ------ | ------ | ------ | ------ | ----- |
|      | CEI   | 3–0    | Japão          | 15–13  | 15–13  | 15–12  |        |        | 45–38 |
|      | CEI   | 3–1    | Japão          | 15–9   | 8–15   | 15–4   | 15–5   |        | 53–33 |
|      | China | 1–3    | Estados Unidos | 15–11  | 7–15   | 14–16  | 6–15   |        | 42–57 |
|      | China | 3–2    | Estados Unidos | 15–3   | 15–0   | 6–15   | 10–15  | 15–9   | 61–42 |

6ª rodada
| Data |       | Placar |                | 1º Set | 2º Set | 3º Set | 4º Set | 5º Set | Total |
| ---- | ----- | ------ | -------------- | ------ | ------ | ------ | ------ | ------ | ----- |
|      | CEI   | 3–1    | Estados Unidos | 15–9   | 12–15  | 15–11  | 15–7   |        | 57–42 |
|      | CEI   | 2–3    | Estados Unidos | 15–13  | 15–12  | 11–15  | 10–15  | 10–15  | 61–70 |
|      | Japão | 1–3    | China          | 15–1   | 7–15   | 3–15   | 9–15   |        | 34–46 |
|      | Japão | 3–1    | China          | 15–11  | 13–15  | 17–15  | 15–13  |        | 60–54 |

### Grupo B
|     |               |     | Jogos | Jogos | Jogos | Sets | Sets | Sets  | Pontos | Pontos | Pontos |
| Pos | Equipe        | Pts | T     | V     | D     | V    | P    | R     | V      | P      | R      |
| --- | ------------- | --- | ----- | ----- | ----- | ---- | ---- | ----- | ------ | ------ | ------ |
| 1   | Cuba          | 21  | 12    | 9     | 3     | 32   | 16   | 2.000 | 660    | 534    | 1.236  |
| 2   | Países Baixos | 20  | 12    | 8     | 4     | 29   | 17   | 1.706 | 618    | 517    | 1.195  |
| 3   | Canadá        | 18  | 12    | 6     | 6     | 22   | 24   | 0.917 | 561    | 596    | 0.941  |
| 4   | Alemanha      | 13  | 12    | 1     | 11    | 9    | 35   | 0.257 | 442    | 634    | 0.697  |

1ª rodada
| Data |          | Placar |               | 1º Set | 2º Set | 3º Set | 4º Set | 5º Set | Total |
| ---- | -------- | ------ | ------------- | ------ | ------ | ------ | ------ | ------ | ----- |
|      | Alemanha | 0–3    | Países Baixos | 8–15   | 10–15  | 6–15   |        |        | 24–45 |
|      | Alemanha | 1–3    | Países Baixos | 9–15   | 15–12  | 13–15  | 10–15  |        | 47–57 |
|      | Canadá   | 0–3    | Cuba          | 15–17  | 11–15  | 8–15   |        |        | 34–47 |
|      | Canadá   | 3–2    | Cuba          | 15–6   | 8–15   | 8–15   | 15–13  | 15–13  | 61–62 |

2ª rodada
| Data |               | Placar |          | 1º Set | 2º Set | 3º Set | 4º Set | 5º Set | Total |
| ---- | ------------- | ------ | -------- | ------ | ------ | ------ | ------ | ------ | ----- |
|      | Cuba          | 3–1    | Alemanha | 15–6   | 13–15  | 15–10  | 15–5   |        | 58–36 |
|      | Cuba          | 3–1    | Alemanha | 15–4   | 15–9   | 13–15  | 15–8   |        | 58–36 |
|      | Países Baixos | 1–3    | Canadá   | 15–7   | 8–15   | 14–16  | 8–15   |        | 45–53 |
|      | Países Baixos | 3–0    | Canadá   | 15–9   | 15–8   | 15–9   |        |        | 45–26 |

3ª rodada
| Data |          | Placar |               | 1º Set | 2º Set | 3º Set | 4º Set | 5º Set | Total |
| ---- | -------- | ------ | ------------- | ------ | ------ | ------ | ------ | ------ | ----- |
|      | Alemanha | 3–2    | Cuba          | 15–10  | 11–15  | 16–14  | 9–15   | 15–12  | 66–66 |
|      | Alemanha | 0–3    | Cuba          | 8–15   | 9–15   | 9–15   |        |        | 26–45 |
|      | Canadá   | 2–3    | Países Baixos | 15–9   | 9–15   | 13–15  | 15–13  | 9–15   | 61–67 |
|      | Canadá   | 1–3    | Países Baixos | 15–12  | 10–15  | 12–15  | 11–15  |        | 48–57 |

4ª rodada
| Data |               | Placar |          | 1º Set | 2º Set | 3º Set | 4º Set | 5º Set | Total |
| ---- | ------------- | ------ | -------- | ------ | ------ | ------ | ------ | ------ | ----- |
|      | Cuba          | 3–0    | Canadá   | 15–3   | 15–13  | 15–7   |        |        | 45–23 |
|      | Cuba          | 3–1    | Canadá   | 15–12  | 15–7   | 12–15  | 15–6   |        | 57–40 |
|      | Países Baixos | 3–0    | Alemanha | 15–7   | 15–12  | 15–3   |        |        | 45–22 |
|      | Países Baixos | 3–0    | Alemanha | 15–5   | 15–4   | 15–5   |        |        | 45–14 |

5ª rodada
| Data |        | Placar |               | 1º Set | 2º Set | 3º Set | 4º Set | 5º Set | Total |
| ---- | ------ | ------ | ------------- | ------ | ------ | ------ | ------ | ------ | ----- |
|      | Cuba   | 3–2    | Países Baixos | 10–15  | 15–13  | 15–10  | 13–15  | 15–10  | 68–63 |
|      | Cuba   | 3–1    | Países Baixos | 8–15   | 15–13  | 15–7   | 15–7   |        | 53–42 |
|      | Canadá | 3–1    | Alemanha      | 15–12  | 15–9   | 10–15  | 15–10  |        | 55–46 |
|      | Canadá | 3–2    | Alemanha      | 10–15  | 13–15  | 15–6   | 15–9   | 15–11  | 68–56 |

6ª rodada
| Data |               | Placar |        | 1º Set | 2º Set | 3º Set | 4º Set | 5º Set | Total |
| ---- | ------------- | ------ | ------ | ------ | ------ | ------ | ------ | ------ | ----- |
|      | Países Baixos | 1–3    | Cuba   | 16–14  | 14–16  | 6–15   | 14–16  |        | 50–61 |
|      | Países Baixos | 3–1    | Cuba   | 15–11  | 12–15  | 15–5   | 15–9   |        | 57–40 |
|      | Alemanha      | 0–3    | Canadá | 13–15  | 15–17  | 8–15   |        |        | 36–47 |
|      | Alemanha      | 0–3    | Canadá | 10–15  | 12–15  | 11–15  |        |        | 33–45 |

### Grupo C
|     |               |     | Jogos | Jogos | Jogos | Sets | Sets | Sets  | Pontos | Pontos | Pontos |
| Pos | Equipe        | Pts | T     | V     | D     | V    | P    | R     | V      | P      | R      |
| --- | ------------- | --- | ----- | ----- | ----- | ---- | ---- | ----- | ------ | ------ | ------ |
| 1   | Itália        | 23  | 12    | 11    | 1     | 33   | 9    | 3.667 | 590    | 382    | 1.545  |
| 2   | Brasil        | 19  | 12    | 7     | 5     | 26   | 19   | 1.368 | 569    | 514    | 1.107  |
| 3   | Coreia do Sul | 17  | 12    | 5     | 7     | 19   | 25   | 0.760 | 504    | 583    | 0.864  |
| 4   | França        | 13  | 12    | 1     | 11    | 9    | 34   | 0.265 | 408    | 592    | 0.689  |

1ª rodada
| Data |               | Placar |        | 1º Set | 2º Set | 3º Set | 4º Set | 5º Set | Total |
| ---- | ------------- | ------ | ------ | ------ | ------ | ------ | ------ | ------ | ----- |
|      | Coreia do Sul | 3–2    | Brasil | 10–15  | 15–10  | 9–15   | 15–9   | 16–14  | 65–63 |
|      | Coreia do Sul | 1–3    | Brasil | 4–15   | 17–15  | 10–15  | 5–15   |        | 36–60 |
|      | França        | 1–3    | Itália | 3–15   | 15–11  | 8–15   | 3–15   |        | 29–56 |
|      | França        | 0–3    | Itália | 4–15   | 7–15   | 5–15   |        |        | 16–45 |

2ª rodada
| Data |        | Placar |               | 1º Set | 2º Set | 3º Set | 4º Set | 5º Set | Total |
| ---- | ------ | ------ | ------------- | ------ | ------ | ------ | ------ | ------ | ----- |
|      | Itália | 3–0    | Coreia do Sul | 15–0   | 15–9   | 17–15  |        |        | 47–24 |
|      | Itália | 3–0    | Coreia do Sul | 16–14  | 15–1   | 16–14  |        |        | 47–29 |
|      | Brasil | 3–0    | França        | 15–12  | 15–7   | 15–1   |        |        | 45–20 |
|      | Brasil | 3–0    | França        | 15–8   | 15–8   | 15–12  |        |        | 45–28 |

3ª rodada
| Data |               | Placar |        | 1º Set | 2º Set | 3º Set | 4º Set | 5º Set | Total |
| ---- | ------------- | ------ | ------ | ------ | ------ | ------ | ------ | ------ | ----- |
|      | Brasil        | 1–3    | Itália | 16–14  | 13–15  | 14–16  | 7–15   |        | 50–60 |
|      | Brasil        | 1–3    | Itália | 3–15   | 15–5   | 6–15   | 5–15   |        | 29–50 |
|      | Coreia do Sul | 3–0    | França | 15–10  | 17–15  | 15–8   |        |        | 47–33 |
|      | Coreia do Sul | 3–1    | França | 15–6   | 4–15   | 17–15  | 15–9   |        | 51–45 |

4ª rodada
| Data |        | Placar |               | 1º Set | 2º Set | 3º Set | 4º Set | 5º Set | Total |
| ---- | ------ | ------ | ------------- | ------ | ------ | ------ | ------ | ------ | ----- |
|      | Itália | 3–0    | França        | 15–8   | 15–3   | 15–8   |        |        | 45–19 |
|      | Itália | 3–0    | França        | 15–8   | 15–5   | 15–9   |        |        | 45–22 |
|      | Brasil | 3–0    | Coreia do Sul | 15–9   | 15–8   | 15–12  |        |        | 45–29 |
|      | Brasil | 3–0    | Coreia do Sul | 15–11  | 15–9   | 15–13  |        |        | 45–33 |

5ª rodada
| Data |               | Placar |        | 1º Set | 2º Set | 3º Set | 4º Set | 5º Set | Total |
| ---- | ------------- | ------ | ------ | ------ | ------ | ------ | ------ | ------ | ----- |
|      | Coreia do Sul | 2–3    | Itália | 15–5   | 15–12  | 7–15   | 12–15  | 8–15   | 57–62 |
|      | Coreia do Sul | 3–0    | Itália | 15–7   | 16–14  | 16–14  |        |        | 47–35 |
|      | França        | 2–3    | Brasil | 5–15   | 15–11  | 15–11  | 7–15   | 9–15   | 51–67 |
|      | França        | 1–3    | Brasil | 17–15  | 7–15   | 10–15  | 10–15  |        | 44–60 |

6ª rodada
| Data |        | Placar |               | 1º Set | 2º Set | 3º Set | 4º Set | 5º Set | Total |
| ---- | ------ | ------ | ------------- | ------ | ------ | ------ | ------ | ------ | ----- |
|      | Itália | 3–1    | Brasil        | 15–1   | 8–15   | 15–13  | 15–10  |        | 53–39 |
|      | Itália | 3–0    | Brasil        | 15–6   | 15–8   | 15–7   |        |        | 45–21 |
|      | França | 3–1    | Coreia do Sul | 15–2   | 15–3   | 14–16  | 15–8   |        | 59–29 |
|      | França | 1–3    | Coreia do Sul | 15–12  | 11–15  | 8–15   | 8–15   |        | 42–57 |

## Fase final

### Final six
|     |                |     | Jogos | Jogos | Jogos | Sets | Sets | Sets  | Pontos | Pontos | Pontos |
| Pos | Equipe         | Pts | T     | V     | D     | V    | P    | R     | V      | P      | R      |
| --- | -------------- | --- | ----- | ----- | ----- | ---- | ---- | ----- | ------ | ------ | ------ |
| 1   | Itália         | 15  | 8     | 7     | 1     | 23   | 10   | 2.300 | 457    | 354    | 1.291  |
| 2   | Cuba           | 13  | 8     | 5     | 3     | 20   | 14   | 1.429 | 438    | 403    | 1.087  |
| 3   | Países Baixos  | 12  | 8     | 4     | 4     | 18   | 16   | 1.125 | 445    | 432    | 1.030  |
| 4   | Estados Unidos | 12  | 8     | 4     | 4     | 12   | 14   | 0.857 | 365    | 360    | 1.014  |
| 5   | Brasil         | 11  | 8     | 3     | 5     | 12   | 19   | 0.632 | 353    | 402    | 0.878  |
| 6   | CEI            | 9   | 8     | 1     | 7     | 8    | 22   | 0.364 | 319    | 426    | 0.749  |

| Data |                | Placar |                | 1º Set | 2º Set | 3º Set | 4º Set | 5º Set | Total |
| ---- | -------------- | ------ | -------------- | ------ | ------ | ------ | ------ | ------ | ----- |
|      | Países Baixos  | 3–0    | Estados Unidos | 15–8   | 15–4   | 17–15  |        |        | 47–27 |
|      | Países Baixos  | 3–1    | Estados Unidos | 15–10  | 15–17  | 15–12  | 17–15  |        | 62–54 |
|      | Brasil         | 3–2    | Cuba           | 11–15  | 15–12  | 9–15   | 15–3   | 15–11  | 65–56 |
|      | Brasil         | 3–2    | Cuba           | 11–15  | 15–11  | 13–15  | 15–6   | 15–9   | 69–56 |
|      | CEI            | 2–3    | Itália         | 16–14  | 16–14  | 11–15  | 11–15  | 15–17  | 69–75 |
|      | CEI            | 0–3    | Itália         | 7–15   | 11–15  | 4–15   |        |        | 22–45 |
|      | Itália         | 3–2    | Países Baixos  | 9–15   | 15–12  | 14–16  | 15–10  | 15–10  | 68–63 |
|      | Itália         | 2–3    | Países Baixos  | 10–15  | 9–15   | 15–5   | 15–11  | 12–15  | 61–61 |
|      | Cuba           | 3–0    | CEI            | 15–3   | 15–9   | 15–11  |        |        | 45–23 |
|      | Cuba           | 3–1    | CEI            | 15–7   | 14–16  | 15–6   | 15–5   |        | 59–34 |
|      | Estados Unidos | 3–0    | Brasil         | 15–12  | 16–14  | 15–9   |        |        | 46–35 |
|      | Estados Unidos | 0–3    | Brasil         | 11–15  | 12–15  | 13–15  |        |        | 36–45 |

|  | Semifinais     | Semifinais    |   |                | Final         | Final |  |
|  |                |               |   |                |               |       |  |
|  | 4 de setembro  |               |   |                |               |       |  |
|  | Itália         | 3             |   |                |               |       |  |
|  | Estados Unidos | 0             |   |                |               |       |  |
|  |                |               |   |                |               |       |  |
|  |                |               |   |                | 5 de setembro |       |  |
|  |                |               |   |                | Itália        | 3     |  |
|  |                | Cuba          | 1 |                |               |       |  |
|  |                |               |   |                |               |       |  |
|  |                |               |   |                |               |       |  |
|  |                |               |   |                | 3º lugar      |       |  |
|  | 4 de setembro  | 4 de setembro |   | 5 de setembro  | 5 de setembro |       |  |
|  | Cuba           | 3             |   | Estados Unidos | 3             |       |  |
|  | Países Baixos  | 1             |   |                | Países Baixos | 1     |  |

### Semifinais
| Data  |        | Placar |                | 1º Set | 2º Set | 3º Set | 4º Set | 5º Set | Total |
| ----- | ------ | ------ | -------------- | ------ | ------ | ------ | ------ | ------ | ----- |
| 4 set | Itália | 3–0    | Estados Unidos | 15–10  | 15–11  | 15–10  |        |        | 45–31 |
| 4 set | Cuba   | 3–1    | Países Baixos  | 15–9   | 15–12  | 11–15  | 15–12  |        | 56–48 |

### Disputa de 3º lugar
| Data  |                | Placar |               | 1º Set | 2º Set | 3º Set | 4º Set | 5º Set | Total |
| ----- | -------------- | ------ | ------------- | ------ | ------ | ------ | ------ | ------ | ----- |
| 5 set | Estados Unidos | 3–1    | Países Baixos | 9–15   | 15–10  | 16–6   | 15–4   |        | 55–35 |

### Final
| Data  |        | Placar |      | 1º Set | 2º Set | 3º Set | 4º Set | 5º Set | Total |
| ----- | ------ | ------ | ---- | ------ | ------ | ------ | ------ | ------ | ----- |
| 5 set | Itália | 3–0    | Cuba | 14–16  | 15–3   | 15–11  | 15–11  |        | 59–41 |

## Classificação final
| Posição        | Equipe         |
| -------------- | -------------- |
| Campeão        | Itália         |
| Vice-campeão   | Cuba           |
| Terceiro lugar | Estados Unidos |
| 4              | Países Baixos  |
| 5              | Brasil         |
| 6              | CEI            |
| 7              | Canadá         |
| 8              | Coreia do Sul  |
| 9              | China          |
| 10             | Japão          |
| 11             | França         |
| 12             | Alemanha       |

## Prêmios individuais
| Melhor atacante | Melhor bloqueador | Melhor sacador | Melhor levantador | Melhor recepção | Melhor defesa | MVP              |
| --------------- | ----------------- | -------------- | ----------------- | --------------- | ------------- | ---------------- |
| Marcelo Negrão  | Ruslan Olikhver   | Andrea Zorzi   | Raúl Diago        | Xiang Chang     | Jan Posthuma  | Lorenzo Bernardi |